# ダン・サディック
ダン・サディック（Dan Sudick）は、視覚効果スーパーバイザーである。アカデミー視覚効果賞には『アイアンマン3』（2013年）や『キャプテン・アメリカ/ウィンター・ソルジャー』などで通算13度ノミネートされている。

## 主なフィルモグラフィ
- フィッシャー・キング The Fisher King (1991)
- 透明人間 Memoirs of an Invisible Man (1992)
- ホーム・アローン2 Home Alone 2: Lost in New York (1992)
- ウルフ Wolf (1994)
- 星に想いを I.Q. (1994)
- ジュマンジ Jumanji (1995)
- バードケージ The Birdcage (1996)
- エグゼクティブ・デシジョン Executive Decision (1996)
- 北京のふたり Red Corner (1997)
- 交渉人 The Negotiator (1998)
- エディ&マーティンの逃走人生 Life (1999)
- M:I-2 Mission: Impossible II (2000)
- ナッティ・プロフェッサー2 クランプ家の面々 Nutty Professor II: The Klumps (2000)
- コーリング Dragonfly (2002)
- マスター・アンド・コマンダー Master and Commander: The Far Side of the World (2003)
- ホーンテッドマンション The Haunted Mansion (2003)
- セルラー Cellular (2004)
- セレニティー Serenity (2005)
- 宇宙戦争 War of the Worlds (2005)
- M:i:III Mission: Impossible III (2006)
- エバン・オールマイティ Evan Almighty (2007)
- インディ・ジョーンズ/クリスタル・スカルの王国 Indiana Jones and the Kingdom of the Crystal Skull (2008)
- アイアンマン Iron Man (2008)
- G.I.ジョー G.I. Joe: The Rise of Cobra (2009)
- アイアンマン2 Iron Man 2 (2010)
- マイティ・ソー Thor (2011)
- アベンジャーズ The Avengers (2012)
- アイアンマン3 Iron Man 3 (2013)
- キャプテン・アメリカ/ウィンター・ソルジャー Captain America: The Winter Soldier (2014)
- アントマン Ant-Man (2015)
- シビル・ウォー/キャプテン・アメリカ Captain America: Civil War (2016)
- ガーディアンズ・オブ・ギャラクシー: リミックス Guardians of the Galaxy Vol. 2 (2017)
- ブラックパンサー Black Panther (2018)
- アベンジャーズ/インフィニティ・ウォー Avengers: Infinity War (2018)
- アントマン&ワスプ Ant-Man and the Wasp (2018)
- キャプテン・マーベル Captain Marvel (2019)
- アベンジャーズ/エンドゲーム Avengers: Endgame (2019)
- フリー・ガイ Free Guy (2021)
- スパイダーマン:ノー・ウェイ・ホーム Spider-Man: No Way Home (2021)
- ブラックパンサー/ワカンダ・フォーエバー Black Panther: Wakanda Forever (2022)

## 受賞とノミネート
| 賞               | 年   | 部門           | 作品名                                         | 結果       |
| ---------------- | ---- | -------------- | ---------------------------------------------- | ---------- |
| アカデミー賞     | 2003 | 視覚効果賞     | マスター・アンド・コマンダー                   | ノミネート |
| アカデミー賞     | 2005 | 視覚効果賞     | 宇宙戦争                                       | ノミネート |
| アカデミー賞     | 2008 | 視覚効果賞     | アイアンマン                                   | ノミネート |
| アカデミー賞     | 2010 | 視覚効果賞     | アイアンマン2                                  | ノミネート |
| アカデミー賞     | 2012 | 視覚効果賞     | アベンジャーズ                                 | ノミネート |
| アカデミー賞     | 2013 | 視覚効果賞     | アイアンマン3                                  | ノミネート |
| アカデミー賞     | 2014 | 視覚効果賞     | キャプテン・アメリカ/ウィンター・ソルジャー    | ノミネート |
| アカデミー賞     | 2017 | 視覚効果賞     | ガーディアンズ・オブ・ギャラクシー: リミックス | ノミネート |
| アカデミー賞     | 2018 | 視覚効果賞     | アベンジャーズ/インフィニティ・ウォー          | ノミネート |
| アカデミー賞     | 2019 | 視覚効果賞     | アベンジャーズ/エンドゲーム                    | ノミネート |
| アカデミー賞     | 2021 | 視覚効果賞     | フリー・ガイ                                   | ノミネート |
| アカデミー賞     | 2021 | 視覚効果賞     | スパイダーマン:ノー・ウェイ・ホーム            | ノミネート |
| アカデミー賞     | 2022 | 視覚効果賞     | ブラックパンサー/ワカンダ・フォーエバー        | ノミネート |
| 英国アカデミー賞 | 2003 | 特殊視覚効果賞 | マスター・アンド・コマンダー                   | ノミネート |
| 英国アカデミー賞 | 2012 | 特殊視覚効果賞 | アベンジャーズ                                 | ノミネート |
| 英国アカデミー賞 | 2013 | 特殊視覚効果賞 | アイアンマン3                                  | ノミネート |
| 英国アカデミー賞 | 2015 | 特殊視覚効果賞 | アントマン                                     | ノミネート |
| 英国アカデミー賞 | 2018 | 特殊視覚効果賞 | アベンジャーズ/インフィニティ・ウォー          | ノミネート |
| 英国アカデミー賞 | 2018 | 特殊視覚効果賞 | ブラックパンサー                               | 受賞       |
| 英国アカデミー賞 | 2019 | 特殊視覚効果賞 | アベンジャーズ/エンドゲーム                    | ノミネート |
| 英国アカデミー賞 | 2021 | 特殊視覚効果賞 | フリー・ガイ                                   | ノミネート |